# Houten
Houten je město v nizozemské provincii Utrecht. Leží na řece Lek 5 km jihovýchodně od Utrechtu. Obec Houten má rozlohu 58,9 km² a přibližně 50 tisíc obyvatel.
Byly zde objeveny známky osídlení z doby bronzové a římská villa. Název Houtenu je pravděpodobně odvozen od franského výrazu pro lesní obydlí „haltna“. Město Houten vzniklo v roce 1811 spojením menších obcí. V roce 1962 k němu byly připojeny Tull en 't Waal a Schalkwijk. V té době měl Houten šest tisíc obyvatel, díky blízkosti Utrechtu se však začal rychle rozrůstat. Robert Derks pro něj vypracoval urbanistický plán založený na šetrnosti k životnímu prostředí. Základem městské dopravy jsou jízdní kola, jimž je přizpůsobena síť cest, což vede ke snížení hlučnosti i nízkému počtu dopravních nehod.
Městem prochází vodní kanál spojující Amsterdam s Rýnem a byla zde vybudována dvě nádraží (Houten a Houten Castellum) na trati z Utrechtu do Boxtelu. Gotický chrám nizozemské protestantské církve Pleinkerk navazuje na svatyni z desátého století a v roce 1869 jej rekonstruoval Samuel Adrianus van Lunteren. Panské sídlo Kasteel Heemstede ze sedmnáctého století bylo po požáru v roce 1987 rekonstruováno a sídlí v něm luxusní restaurace. Pro Svaz producentů a zpracovatelů hliníku byla postavena novátorská budova Aluminium bos, kterou navrhl Micha de Haas.
Narodil se zde mistr světa v judu Noël van 't End.